# Mallorca
Mallorca es una isla española situada en la parte central del archipiélago balear, en el mar Mediterráneo. Su capital, y también la de la comunidad autónoma de las Islas Baleares, es Palma de Mallorca, siguiéndola en importancia los municipios de Calviá, Inca y Manacor. La isla de Cabrera y todos sus islotes pertenecen administrativamente a la capital.
Mallorca tiene 3640,11 km², lo que la convierte en la isla más extensa de España y la séptima más extensa del Mediterráneo. Sus 971 369 habitantes (INE 2025) la hacen la isla más poblada del archipiélago balear y de España. Además, es también la cuarta isla más poblada del mar Mediterráneo. Mallorca posee una densidad de población de 265,5 hab./km². Antaño, por su ambiente sosegado, era también conocida como «La isla de la calma», pero ahora es un destino turístico muy importante, tanto a nivel nacional como internacional. Mallorca posee 550 km de costa con más de 345 playas de muy variado tipo, desde pequeñas calas de piedra hasta largas playas de arena.

## Toponimia
El nombre de la isla procede del término en latín insula maior (‘isla mayor’), en referencia a que es la de mayor extensión del archipiélago balear. Con el tiempo, la denominación evolucionó al latín tardío Maiorica (‘la mayor’), utilizada para diferenciarla de Minorica o insula minor (‘isla menor’).

## Geografía

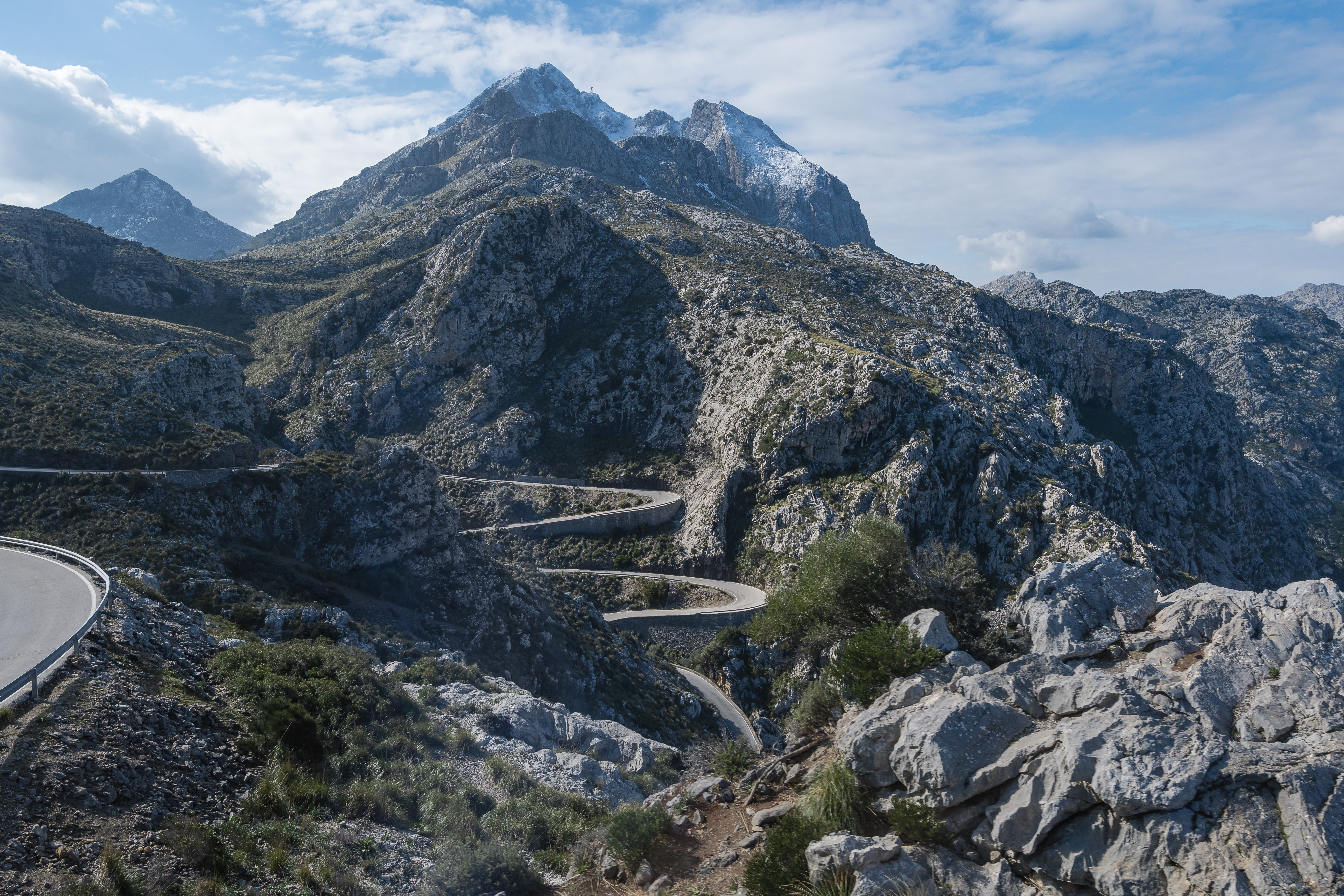
El Puig Mayor (1445 m) es el punto más alto de la isla

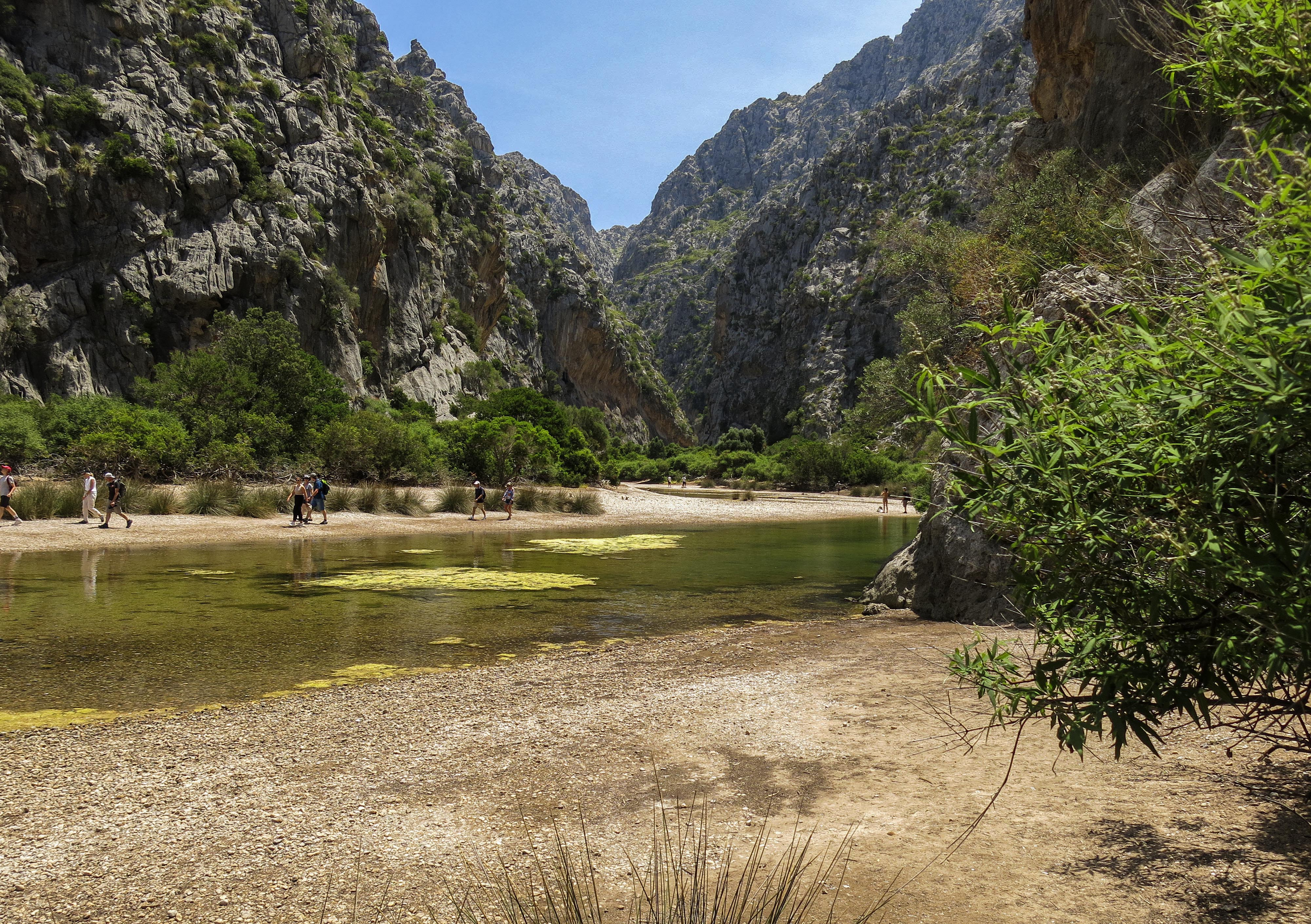
Torrente de Pareis en Escorca, Sierra de Tramontana

El relieve mallorquín está formado por la sierra de Tramontana, con las montañas más altas, la sierra de Levante, con alturas más modestas, y otros montes menores. La sierra de Tramontana, al noroeste, forma acantilados y calas rocosas que contrastan con las playas de arena del resto del litoral.
El Llano es la fértil llanura central. La isla tiene variedad de cuevas, siendo las más conocidas las cuevas del Drach y las cuevas dels Hams. Ambos grupos de cuevas se encuentran en el pueblo costero de Porto Cristo y contienen lagos subterráneos que permiten la visita de turistas. Al oeste de esta llanura y en el centro de la bahía de Palma está situada la capital, Palma de Mallorca.
Los montes principales son:
- Sierra de Tramontana: Puig Mayor (1445 m), Masanella (1364 m), Puig Tomir (1102 m), Puig de l'Ofre (1090 m), Puig del Teix (1064 m) y el pico de Galazón (1027 m).
- Sierra de Levante: Puig de Morell (562 m), Bec de Ferrutx (519 m) y Puig de Sant Salvador (510 m).
- Fuera de las dos sierras indicadas cabe destacar el Puig de Randa (543 m) y el Puig de Galdent (420 m).

### Clima
El clima mallorquín es típicamente mediterráneo, con temperaturas altas en verano (superando los 30 °C) y moderadamente bajas en invierno (raramente inferiores a los 5 °C). Las nevadas son habituales en invierno en las cimas más altas de la Sierra de Tramontana, pero excepcionales en el llano y la capital. Al tratarse de una isla, el nivel de humedad es muy alto.
| Parámetros climáticos promedio de Observatorio del Puerto de Palma de Mallorca (3 m s. n. m.) (Periodo de referencia: 1991-2020, extremas: 1978-presente) | Parámetros climáticos promedio de Observatorio del Puerto de Palma de Mallorca (3 m s. n. m.) (Periodo de referencia: 1991-2020, extremas: 1978-presente) | Parámetros climáticos promedio de Observatorio del Puerto de Palma de Mallorca (3 m s. n. m.) (Periodo de referencia: 1991-2020, extremas: 1978-presente) | Parámetros climáticos promedio de Observatorio del Puerto de Palma de Mallorca (3 m s. n. m.) (Periodo de referencia: 1991-2020, extremas: 1978-presente) | Parámetros climáticos promedio de Observatorio del Puerto de Palma de Mallorca (3 m s. n. m.) (Periodo de referencia: 1991-2020, extremas: 1978-presente) | Parámetros climáticos promedio de Observatorio del Puerto de Palma de Mallorca (3 m s. n. m.) (Periodo de referencia: 1991-2020, extremas: 1978-presente) | Parámetros climáticos promedio de Observatorio del Puerto de Palma de Mallorca (3 m s. n. m.) (Periodo de referencia: 1991-2020, extremas: 1978-presente) | Parámetros climáticos promedio de Observatorio del Puerto de Palma de Mallorca (3 m s. n. m.) (Periodo de referencia: 1991-2020, extremas: 1978-presente) | Parámetros climáticos promedio de Observatorio del Puerto de Palma de Mallorca (3 m s. n. m.) (Periodo de referencia: 1991-2020, extremas: 1978-presente) | Parámetros climáticos promedio de Observatorio del Puerto de Palma de Mallorca (3 m s. n. m.) (Periodo de referencia: 1991-2020, extremas: 1978-presente) | Parámetros climáticos promedio de Observatorio del Puerto de Palma de Mallorca (3 m s. n. m.) (Periodo de referencia: 1991-2020, extremas: 1978-presente) | Parámetros climáticos promedio de Observatorio del Puerto de Palma de Mallorca (3 m s. n. m.) (Periodo de referencia: 1991-2020, extremas: 1978-presente) | Parámetros climáticos promedio de Observatorio del Puerto de Palma de Mallorca (3 m s. n. m.) (Periodo de referencia: 1991-2020, extremas: 1978-presente) | Parámetros climáticos promedio de Observatorio del Puerto de Palma de Mallorca (3 m s. n. m.) (Periodo de referencia: 1991-2020, extremas: 1978-presente) |
| Mes | Ene. | Feb. | Mar. | Abr. | May. | Jun. | Jul. | Ago. | Sep. | Oct. | Nov. | Dic. | Anual |
| --- | --- | --- | --- | --- | --- | --- | --- | --- | --- | --- | --- | --- | --- |
| Temp. máx. abs. (°C) | 24.2 | 24.4 | 27.3 | 28.9 | 32.0 | 36.5 | 38.0 | 39.1 | 35.5 | 31.2 | 27.6 | 26.0 | 39.1 |
| Temp. máx. media (°C) | 15.7 | 15.7 | 17.6 | 19.7 | 23.0 | 27.0 | 29.7 | 30.2 | 27.4 | 24.0 | 19.5 | 16.8 | 22.2 |
| Temp. media (°C) | 12.1 | 12.0 | 13.8 | 16.0 | 19.3 | 23.2 | 26.0 | 26.6 | 23.8 | 20.4 | 16.0 | 13.4 | 18.6 |
| Temp. mín. media (°C) | 8.5 | 8.4 | 9.9 | 12.2 | 15.5 | 19.4 | 22.4 | 23.0 | 20.1 | 16.8 | 12.4 | 9.9 | 14.9 |
| Temp. mín. abs. (°C) | 0.0 | -0.1 | 1.6 | 4.4 | 8.0 | 11.0 | 15.8 | 15.8 | 10.0 | 8.4 | 3.8 | 2.5 | -0.1 |
| Precipitación total (mm) | 44 | 37 | 29 | 38 | 32 | 14 | 5 | 22 | 60 | 73 | 68 | 49 | 470 |
| Días de precipitaciones (≥ 1 mm) | 6.2 | 5.9 | 4.6 | 4.7 | 3.1 | 1.9 | 0.6 | 1.8 | 5.3 | 6.3 | 7.2 | 5.9 | 53.6 |
| Días de nevadas (≥ 0.01 mm) | 0.2 | 0.3 | 0.0 | 0.0 | 0.0 | 0.0 | 0.0 | 0.0 | 0.0 | 0.0 | 0.0 | 0.0 | 0.5 |
| Horas de sol | 167 | 172 | 217 | 249 | 298 | 327 | 353 | 319 | 234 | 208 | 162 | 152 | 2849 |
| Humedad relativa (%) | 74 | 73 | 71 | 69 | 70 | 68 | 69 | 70 | 72 | 75 | 74 | 75 | 71 |
| Fuente n.º 1: Agencia Estatal de Meteorología | | | | | | | | | | | | | |
| Fuente n.º 2: Agencia Estatal de Meteorología (extremos)                                                                                                  | | | | | | | | | | | | | |

| Parámetros climáticos promedio de Observatorio del Aeropuerto de Palma de Mallorca (8 m s. n. m.) (Periodo de referencia: 1991-2020, extremas: 1954-presente) | Parámetros climáticos promedio de Observatorio del Aeropuerto de Palma de Mallorca (8 m s. n. m.) (Periodo de referencia: 1991-2020, extremas: 1954-presente) | Parámetros climáticos promedio de Observatorio del Aeropuerto de Palma de Mallorca (8 m s. n. m.) (Periodo de referencia: 1991-2020, extremas: 1954-presente) | Parámetros climáticos promedio de Observatorio del Aeropuerto de Palma de Mallorca (8 m s. n. m.) (Periodo de referencia: 1991-2020, extremas: 1954-presente) | Parámetros climáticos promedio de Observatorio del Aeropuerto de Palma de Mallorca (8 m s. n. m.) (Periodo de referencia: 1991-2020, extremas: 1954-presente) | Parámetros climáticos promedio de Observatorio del Aeropuerto de Palma de Mallorca (8 m s. n. m.) (Periodo de referencia: 1991-2020, extremas: 1954-presente) | Parámetros climáticos promedio de Observatorio del Aeropuerto de Palma de Mallorca (8 m s. n. m.) (Periodo de referencia: 1991-2020, extremas: 1954-presente) | Parámetros climáticos promedio de Observatorio del Aeropuerto de Palma de Mallorca (8 m s. n. m.) (Periodo de referencia: 1991-2020, extremas: 1954-presente) | Parámetros climáticos promedio de Observatorio del Aeropuerto de Palma de Mallorca (8 m s. n. m.) (Periodo de referencia: 1991-2020, extremas: 1954-presente) | Parámetros climáticos promedio de Observatorio del Aeropuerto de Palma de Mallorca (8 m s. n. m.) (Periodo de referencia: 1991-2020, extremas: 1954-presente) | Parámetros climáticos promedio de Observatorio del Aeropuerto de Palma de Mallorca (8 m s. n. m.) (Periodo de referencia: 1991-2020, extremas: 1954-presente) | Parámetros climáticos promedio de Observatorio del Aeropuerto de Palma de Mallorca (8 m s. n. m.) (Periodo de referencia: 1991-2020, extremas: 1954-presente) | Parámetros climáticos promedio de Observatorio del Aeropuerto de Palma de Mallorca (8 m s. n. m.) (Periodo de referencia: 1991-2020, extremas: 1954-presente) | Parámetros climáticos promedio de Observatorio del Aeropuerto de Palma de Mallorca (8 m s. n. m.) (Periodo de referencia: 1991-2020, extremas: 1954-presente) |
| Mes | Ene. | Feb. | Mar. | Abr. | May. | Jun. | Jul. | Ago. | Sep. | Oct. | Nov. | Dic. | Anual |
| --- | --- | --- | --- | --- | --- | --- | --- | --- | --- | --- | --- | --- | --- |
| Temp. máx. abs. (°C) | 22.5 | 24.0 | 28.6 | 30.7 | 35.0 | 41.4 | 40.6 | 40.2 | 38.2 | 33.6 | 27.2 | 23.8 | 41.4 |
| Temp. máx. media (°C) | 15.4 | 15.6 | 17.9 | 20.4 | 24.2 | 28.6 | 31.5 | 31.7 | 28.1 | 24.1 | 19.2 | 16.4 | 22.7 |
| Temp. media (°C) | 9.9 | 9.9 | 11.8 | 14.3 | 18.0 | 22.3 | 25.2 | 25.6 | 22.5 | 18.7 | 13.9 | 11.1 | 16.9 |
| Temp. mín. media (°C) | 4.2 | 4.2 | 5.8 | 8.1 | 11.8 | 16.0 | 18.9 | 19.6 | 16.9 | 13.3 | 8.7 | 5.7 | 11.1 |
| Temp. mín. abs. (°C) | -6.0 | -10.0 | -4.2 | -2.0 | 1.6 | 6.0 | 11.0 | 10.8 | 5.6 | 0.0 | -3.0 | -3.1 | -10.0 |
| Precipitación total (mm) | 40 | 32 | 23 | 32 | 28 | 13 | 4 | 16 | 57 | 67 | 62 | 50 | 425 |
| Días de precipitaciones (≥ 1 mm) | 6.0 | 5.3 | 4.1 | 4.4 | 3.3 | 2.0 | 0.5 | 1.7 | 5.1 | 6.0 | 6.7 | 5.8 | 50.8 |
| Días de nevadas (≥ 0.01 mm) | 0.1 | 0.2 | 0.0 | 0.0 | 0.0 | 0.0 | 0.0 | 0.0 | 0.0 | 0.0 | 0.0 | 0.0 | 0.4 |
| Horas de sol | 161 | 167 | 214 | 246 | 291 | 327 | 350 | 316 | 231 | 202 | 159 | 149 | 2813 |
| Humedad relativa (%) | 78 | 76 | 73 | 69 | 64 | 59 | 59 | 63 | 70 | 75 | 78 | 79 | 71 |
| Fuente n.º 1: Agencia Estatal de Meteorología | | | | | | | | | | | | | |
| Fuente n.º 2: Agencia Estatal de Meteorología (extremos) | | | | | | | | | | | | | |

## Historia

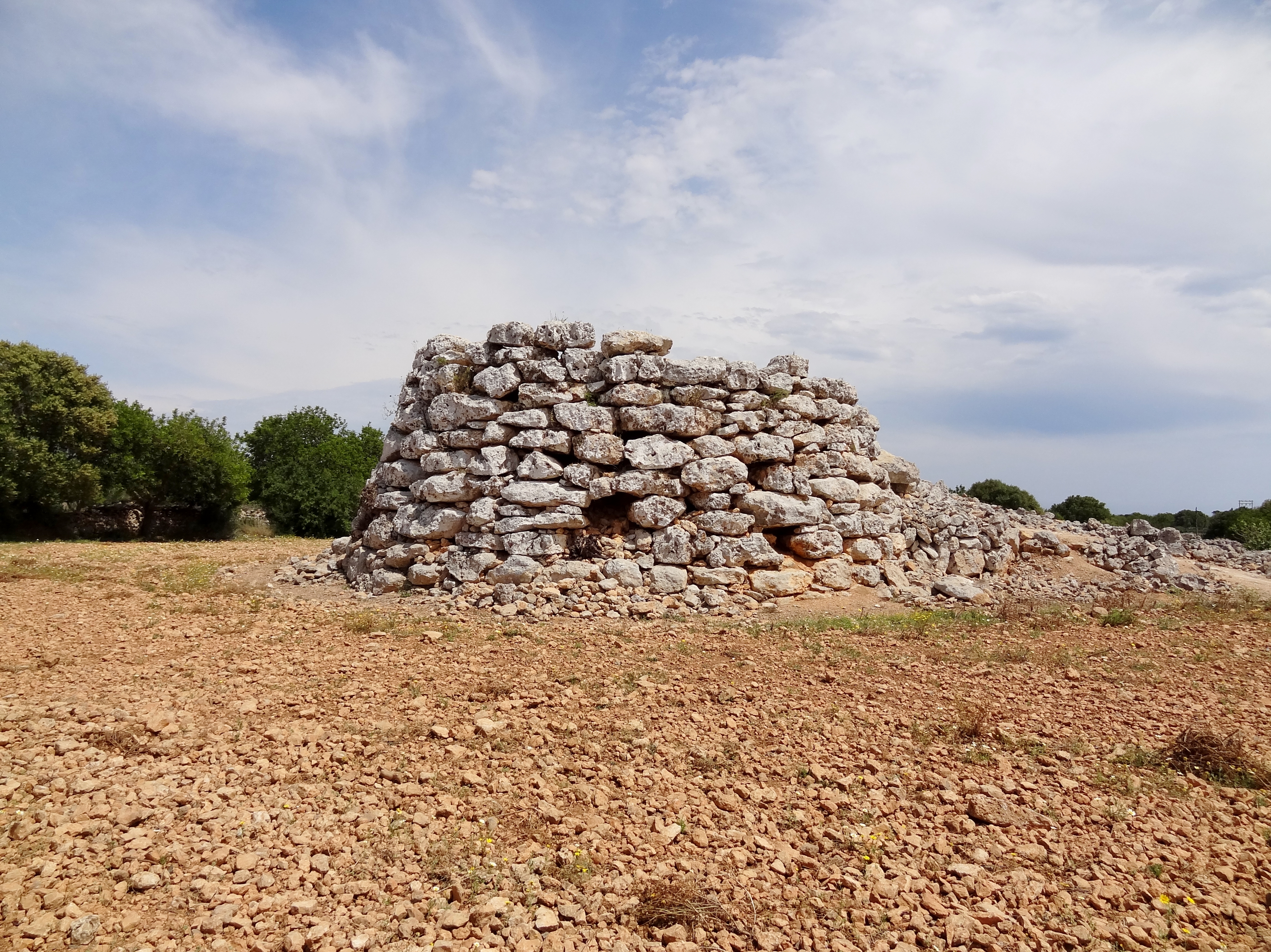
Talayot en Mallorca

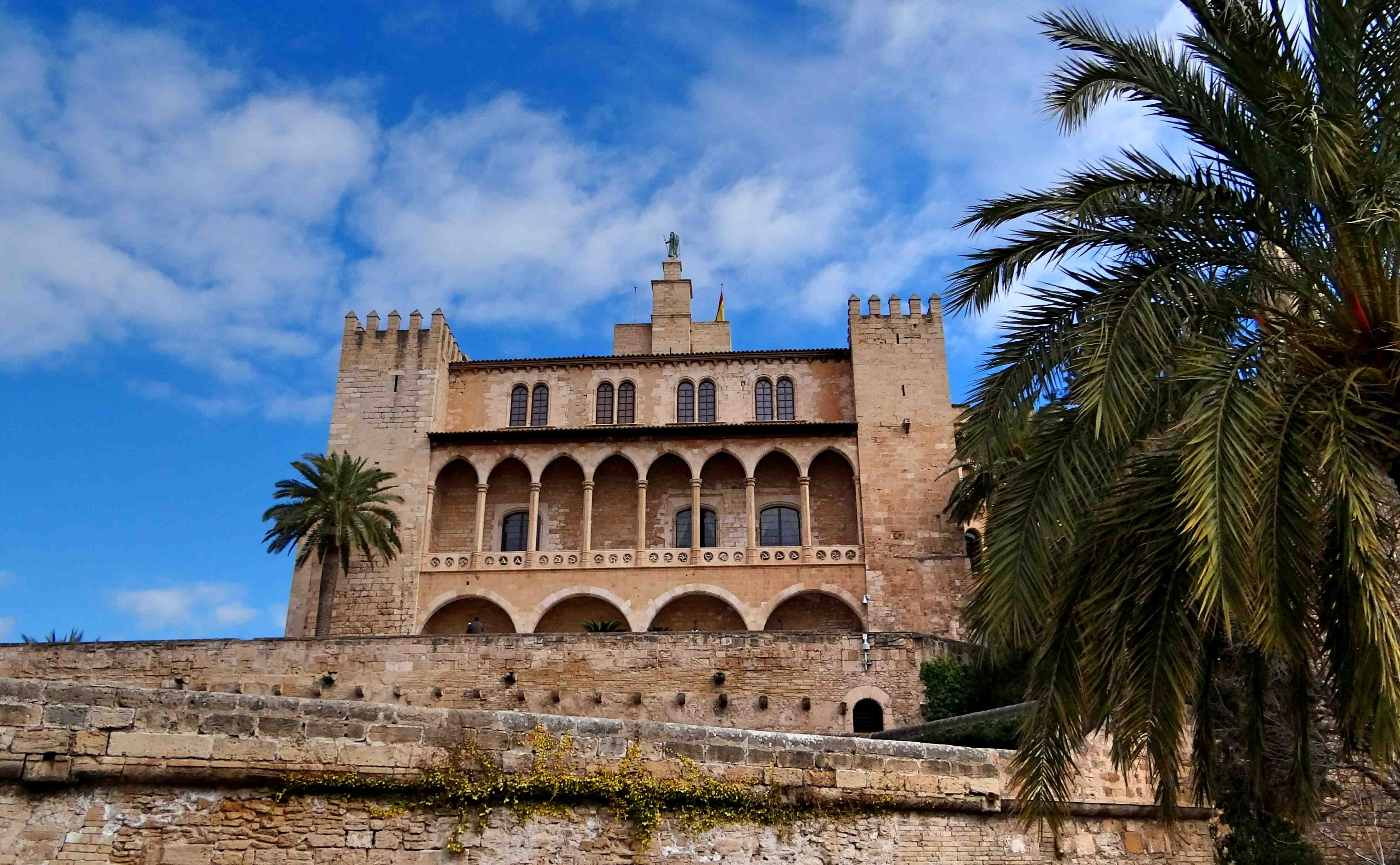
Palacio de la Almudaina

Los restos más primitivos encontrados en Mallorca datan del 3500 a. C. en la época del Neolítico, período de transición entre la Edad del Bronce, donde los primeros objetos de cobre hacen aparición. Los primeros pobladores conocidos de las islas (aunque de dudosa procedencia) fueron los honderos baleáricos.
En el término municipal de Calviá, en la localidad de Santa Ponsa, se encuentra una pequeña elevación montañosa llamada Puig de sa Morisca que posee un parque arqueológico con restos de navetas y cuevas sepulcrales que abarca una extensión de 35 hectáreas.
Hacia 1300 a. C. vivió cambios cruciales que dieron como resultado el surgimiento de la cultura talayótica. Esta cultura guerrera perduró después de que Quinto Cecilio Metelo (que recibiría más tarde el sobrenombre de Balearicus), invadiera la isla para la república romana en el año 121 a. C. con la excusa de las frecuentes incursiones piratas con base en las islas, Roma decidió apoderarse del archipiélago, aunque la verdadera intención de la invasión era asegurar su comercio con los fenicios. Cuenta la leyenda que el general romano tuvo que proteger sus embarcaciones con pieles de animales, porque los honderos disparando con sus hondas les impedían desembarcar. Las legiones romanas tardaron dos años en someter las islas. Tras la conquista, los honderos pasaron a formar parte de las tropas auxiliares romanas combatiendo de manera destacada junto a Julio César en la conquista de la Galia (las corazas defensivas no resultaban muy efectivas contra los proyectiles de los honderos). Los romanos fundaron un castro sobre un peñasco en la desembocadura del torrente hoy conocido como «sa Riera», aproximadamente donde hoy se halla el palacio de la Almudaina, que fue el origen de la ciudad de Palma.
En el año 425 Mallorca sufrió la invasión y el saqueo de los vándalos, pueblo germánico que se asentó en la isla hasta el año 534, cuando el general bizantino Belisario ordenó conquistar el archipiélago balear.
En 707 tuvo lugar el primer desembarco musulmán del que se tiene constancia. Siguieron dos siglos de zozobra permanente hasta que a partir del año 903 Mallorca quedó en poder de la dinastía musulmana de los omeyas. El occitanoromance es sustituido entonces por el árabe. A continuación vino una etapa floreciente, durante la que Madina Mayurqa, la Palma de Mallorca actual, fue un gran centro cultural.
En 1115 una escuadra pisano-barcelonesa atacó Mallorca en una expedición de castigo en represalia por las actividades de piratería que se llevaban a cabo desde la isla. Saqueada y destruida por primera vez Madina Mayurqa, y en ausencia de Ramón Berenguer III, sus hombres y aliados huyeron al avistar una escuadra almorávide que fue enviada desde África a hacerles frente. La isla quedó en manos de una familia almorávide, los Banu Ganiya. Posteriormente, en 1203, los almohades se apoderaron de Mallorca. En 1208, los almohades designaron gobernador a Abú Yahya, que formó un principado semiindependiente, con apenas una sumisión formal al emir almohade.

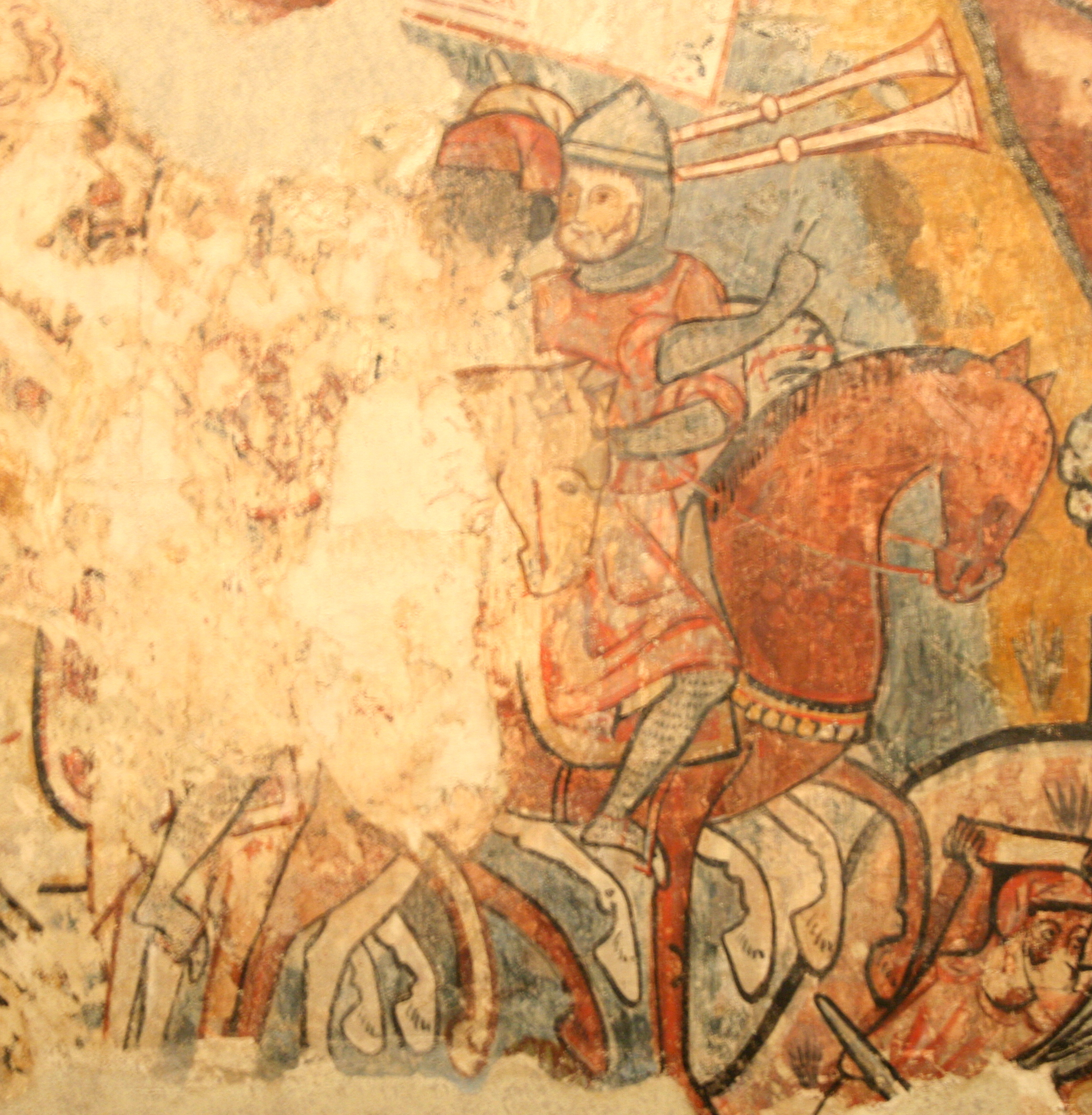
Pinturas murales de la conquista de Mallorca

Bandera histórica del antiguo Reino de Mallorca, basada en la sanción del rey Sancho I de Mallorca.

Las tropas de la Corona de Aragón de Jaime I el Conquistador, que desde Salou arribaron a la isla en 1229, conquistaron definitivamente la isla para los cristianos. Tras derrotar definitivamente a Abú Yahya en la batalla de Portopí (1229) y tomar Madina Mayurqa (1230), la resistencia cesó en 1231, salvo el castillo de Alaró, que resistió durante ocho años y fue el último refugio de la resistencia de los musulmanes durante la conquista cristiana. Jaime I creó en su testamento el reino de Mallorca comprendiendo no solo Mallorca, sino el resto de las Islas Baleares —Menorca (todavía bajo el poder de un soberano musulmán, aunque tributaria desde 1231), Ibiza y Formentera—; los condados del Rosellón y la Cerdaña; y los territorios que Jaime I conservaba en Occitania (el señorío de Montpellier, el vizcondado de Carladés y la baronía de Omeladés). A su muerte (1276), su hijo Jaime II de Mallorca asumió el trono tras la jura de la denominada Carta de las Franquicias. La independencia del reino fue corta. En 1349 fue reincorporado a la Corona de Aragón. La muerte del rey Jaime III de Mallorca en la batalla de Llucmajor fue el final del Reino de Mallorca. Aunque hasta su muerte en 1404 su hija Isabel, establecida en el castillo de Gallargues cercano a Montpellier, que le fue concedido por el rey de Francia Carlos VI, se proclamaba reina de Mallorca.
En tiempos de Carlos I, en 1521, se produjo una sublevación similar a la de las germanías del reino de Valencia (insurrección de los forans), llegando los sublevados a cercar la localidad de Alcudia, donde se había refugiado la nobleza de la isla. A lo largo del siglo XVI, la isla, como el resto de las Baleares y del Levante español, sufrió los ataques y saqueos de los piratas turcos y berberiscos. Durante la guerra de sucesión española, la isla se decantó por el archiduque Carlos de Austria, en contra de Felipe de Anjou.

## Gobierno y política
Mallorca tiene como máxima institución política el Consejo Insular de Mallorca. Este organismo se encarga de las políticas que afectan al conjunto de la isla. También hay que destacar que la sede del Gobierno de las Islas Baleares, máxima institución del archipiélago, se encuentra en Palma.

### Municipios

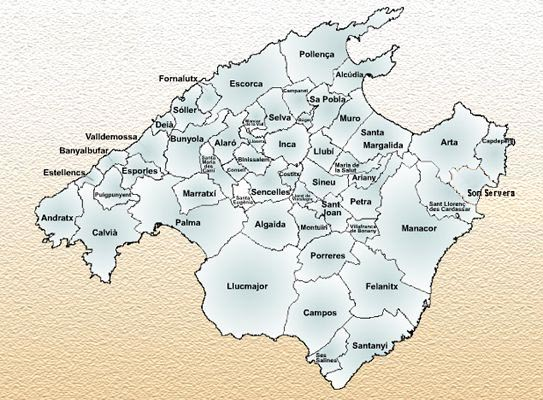
Mapa de los municipios de Mallorca

### Comarcas
Las comarcas de Mallorca no tienen reconocimiento administrativo, pero existe un consenso entre los geógrafos sobre ellas.
- La capital: Palma de Mallorca
- Llano de Mallorca
- Sierra de Tramontana
- Raiguer
- Migjorn
- Levante

## Demografía

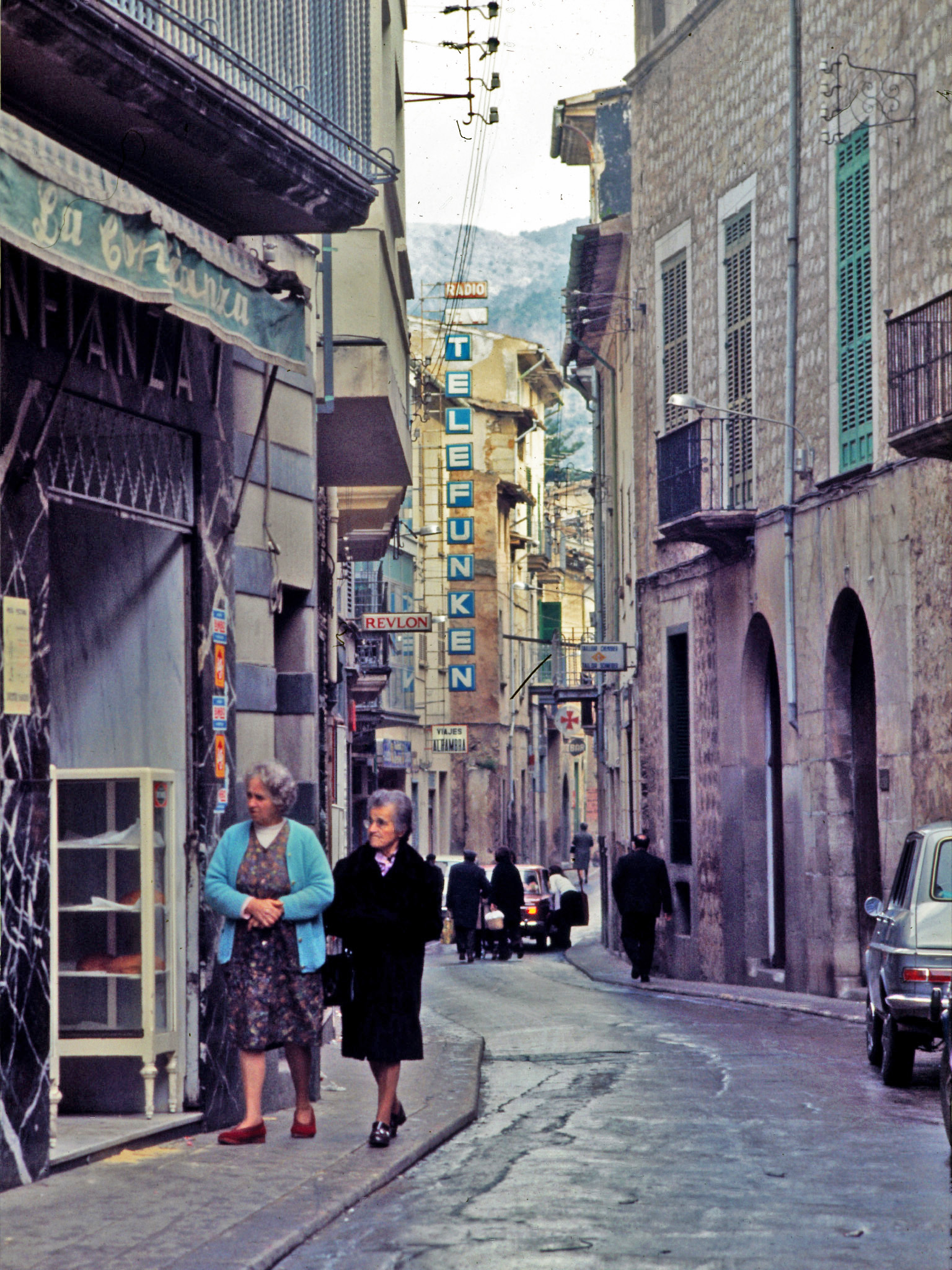
Personas en Sóller en la década de 1970

Mallorca es la isla más poblada del archipiélago balear y la segunda isla más poblada de España, tras Tenerife, en Canarias, siendo además la cuarta isla más poblada del Mediterráneo. Tiene una población censada de 949 047 habitantes (2024), de la cual algo menos de la mitad vive en su capital, Palma de Mallorca (423 300) (1 de enero de 2019). Los municipios que la siguen en población son Calviá (50 363), Manacor (46 264), Marrachí (35 521), Llucmajor (34 602), Inca (30 625), Alcudia (19 768), Felanich (17 291) y Pollensa (16 088) (datos del INE, 1 de enero de 2014).
El área metropolitana de Palma de Mallorca, que se extiende por los municipios de Palma de Mallorca, Calviá, Marrachí y Llucmajor, situados en la bahía de Palma, tiene más de 550 000 habitantes. Por el contrario el municipio menos poblado es el de Escorca (241) situado en la sierra de Tramontana.
Mallorca recibe unos 16,5 millones de visitantes al año debido principalmente al turismo, que es la actividad más importante de la isla. Esta afluencia de visitantes hace que en verano la población de las ciudades se multiplique. Es destacable la presencia de un elevado número de extranjeros residentes.

## Economía

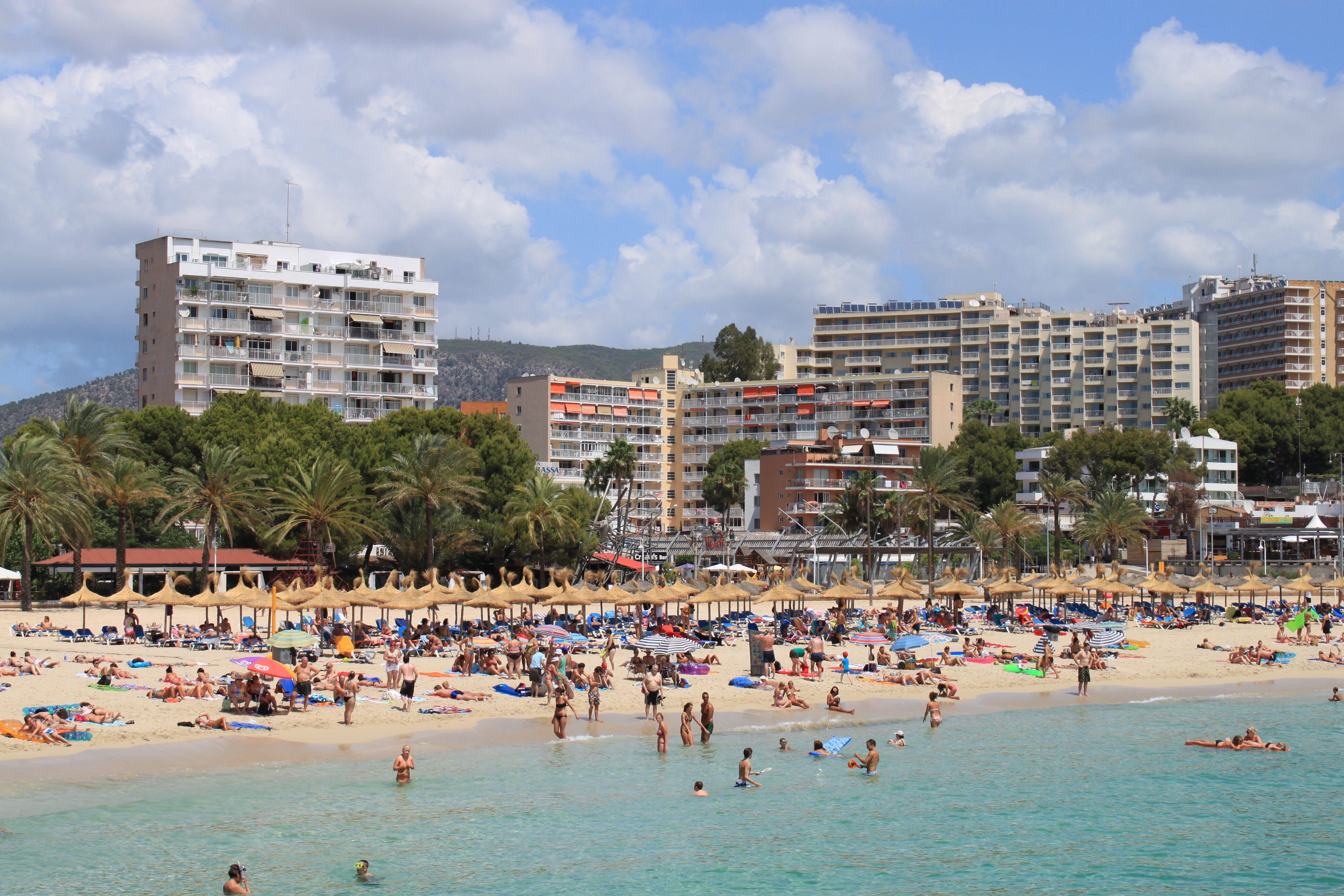
Turistas en una playa de Magaluf

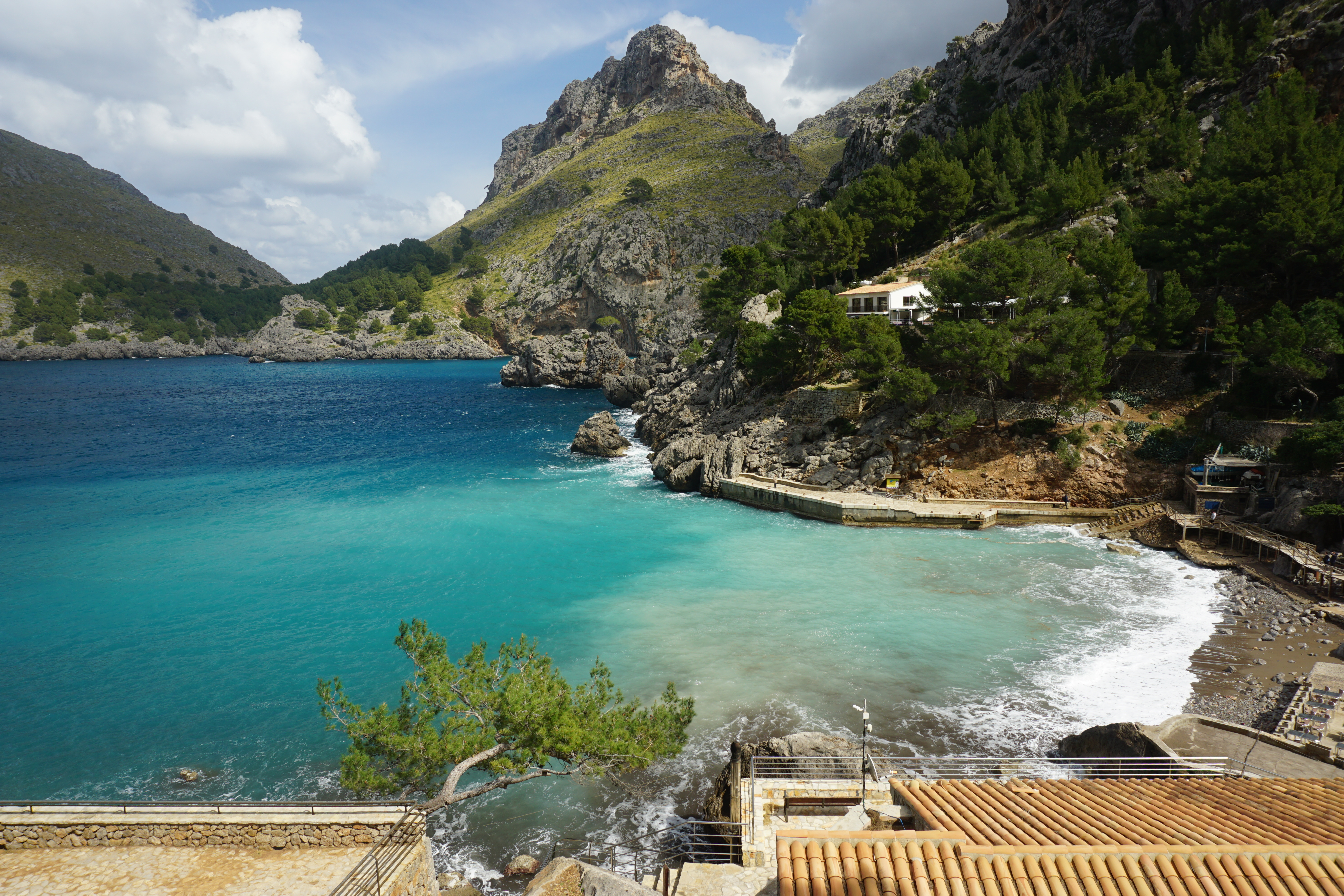
Cala de la costa occidental de Mallorca (La Calobra)

Los dos principales motores de la economía son el turismo y la construcción, habiendo relegado a un segundo plano a la industria (piel, calzado, muebles, cerámica, perlas, joyería, bisutería) y al sector primario (agricultura, ganadería, pesca, minería), si bien las administraciones locales se esfuerzan últimamente por diversificar la economía mallorquina potenciando otros sectores. En este sentido las industrias mallorquinas de hostelería y la náutica se encuentran entre las primeras de España e, incluso, del mundo entero. Las localidades que concentran mayor número de turistas se encuentran entre el término municipal de Calviá (la comarca del pariaje), concretamente en la localidad turística de Magaluf, siguiéndole parte de la playa de Palma de Mallorca conocida como El Arenal y la zona de Alcudia. En el 2008, muchas de las antiguas posesiones mallorquinas han sido reconvertidas en establecimientos hoteleros de turismo rural, como es el caso de Son Boronat (donde puede apreciarse un sistema de canales árabe y la verdadera torre de defensa de la finca, fechada en el siglo XIV), aunque muchas otras, como La Porraza, continúan con pequeña actividad agrícola y como mansión vivienda de sus propietarios.
Una de las bahías de la isla con cierto renombre internacional, consiste en Portals Vells con la cala de El Mago que debe su nombre a una película que se filmó allí en 1967 con Anthony Quinn, Candice Bergen y Michael Caine como protagonistas. En principio la película debía ser rodada en Grecia, pero el golpe de Estado ocurrido ahí hizo que la productora mudase el escenario y el nuevo lugar escogido fuese Mallorca. Las críticas cinematográficas se deshacían con elogios hacia el precioso lugar del Egeo, hasta que un emigrante mallorquín escribió a las publicaciones para demostrarles que en realidad se trataba de una playa mallorquina y no de un lugar en Grecia.

### Agricultura
Ganadería

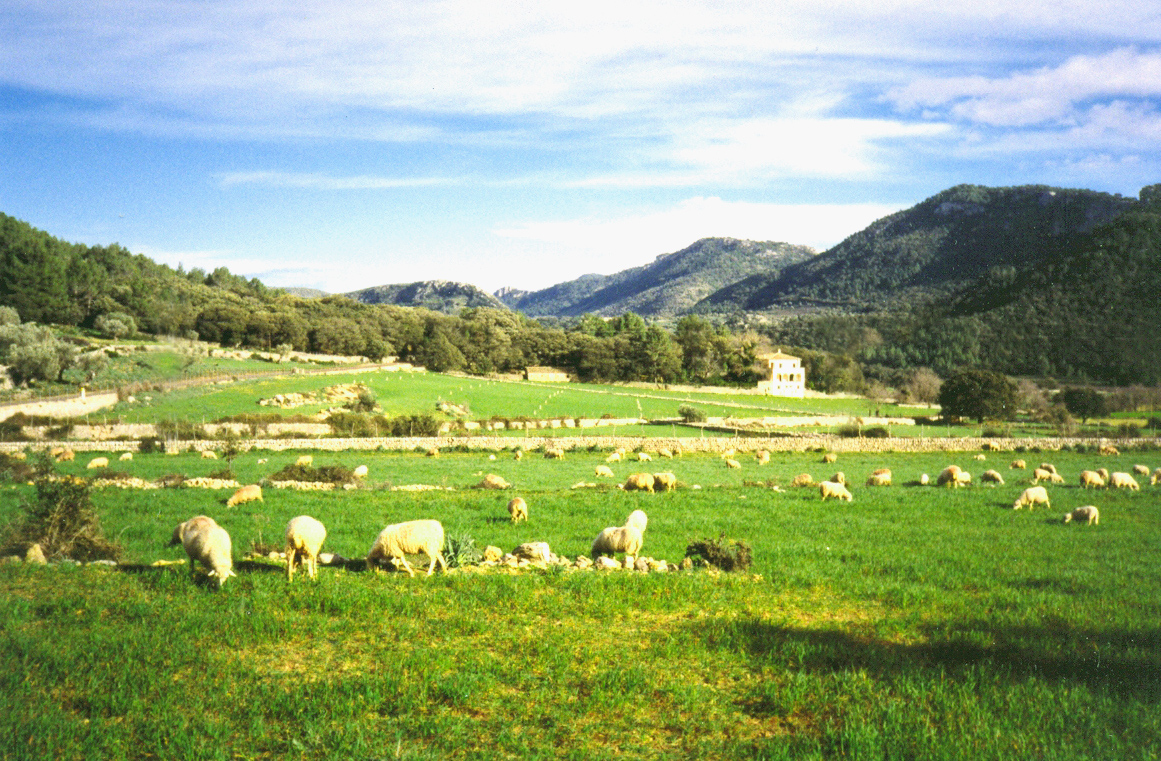
Ovejas en el interior de la isla

En una de las descripciones de la Mallorca árabe llevadas a cabo en el siglo XII por Al-Zuhri, ya destacaba la ganadería de la isla, especialmente la de ovejas, pero también vacas, toros y mulos. Según un informe que llevó a cabo la «Asociación de Criadores de Ganado Bovino de Raza Mallorquina», se tuvo noticia de que existía un reducido número de ganado vacuno en algunas posesiones de la Sierra Norte de la isla, cuyas características morfológicas diferían del resto de los habituales bovinos encontrados en las ganaderías convencionales. Debido a esto, en 1980 se comenzó una búsqueda que partió de la finca «L'ofre», donde quedaban unas 15 hembras de las cuales no quisieron desprenderse. Poco después, comenzó una colaboración entre terratenientes que poseían algunos ejemplares, pero se encontraron con el problema de que no podía encontrarse un solo ejemplar de toro de esta raza en toda la isla, ya que el último, había muerto hacía dos años. Su propietario, el dueño de L'Ofre, comentó que lo había comprado en Felanich en 1965.

### Turismo
Visitas por país de origen

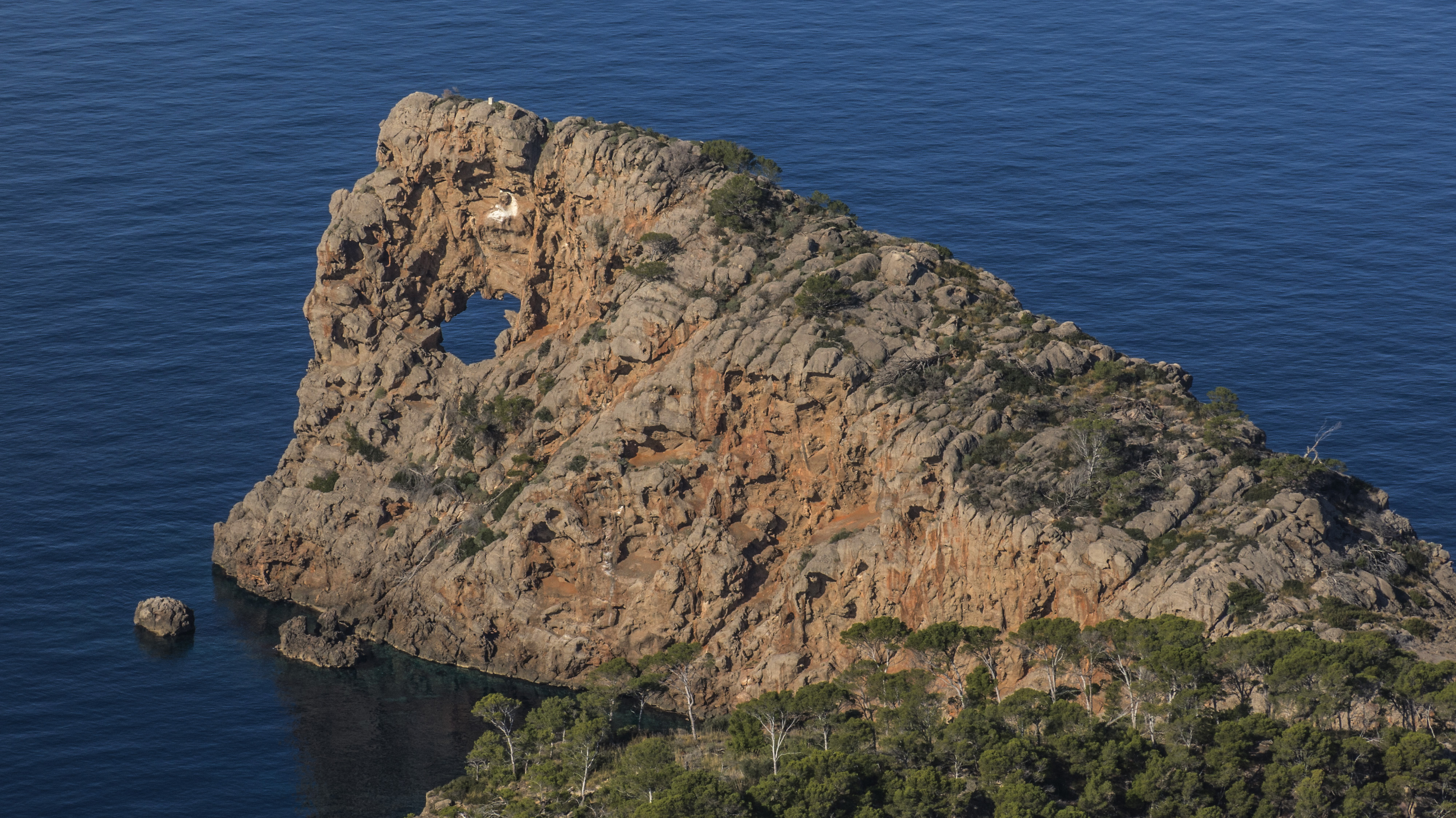
Sa Foradada, un enclave y mirador turístico por excelencia, de la Tramontana

Datos extraídos del Instituto de Estadística de las Islas Baleares
| Rango | País o territorio | 2014      | 2015      | 2016      | 2017      |
| ----- | ----------------- | --------- | --------- | --------- | --------- |
| 1     | Alemania          | 3 710 313 | 3 450 687 | 3 308 604 | 2 224 709 |
| 2     | Reino Unido       | 2 105 981 | 1 986 354 | 1 898 838 | 1 324 294 |
| 3     | nacional          | 985 557   | 1 192.033 | 1 195 822 | 759 825   |
| 4     | Países nórdicos   | 758 637   | 668 328   | 572 041   | 387 875   |
| 5     | Benelux           | 363 911   | 360 973   | 368 930   | 284 845   |
| 6     | Francia           | 337 891   | 349 712   | 316 124   | 187 589   |
| 7     | Suiza             | 312 491   | 292 226   | 280 401   | 188 826   |
| 8     | Austria           | 160 890   | 138 287   | 181 993   | 107 991   |
| 9     | Italia            | 154 227   | 173 680   | 200 851   | 135 535   |
| 10    | Irlanda           | 104 827   | 115 164   | 158 646   | 68 456    |

## Infraestructuras y servicios

### Comunicaciones

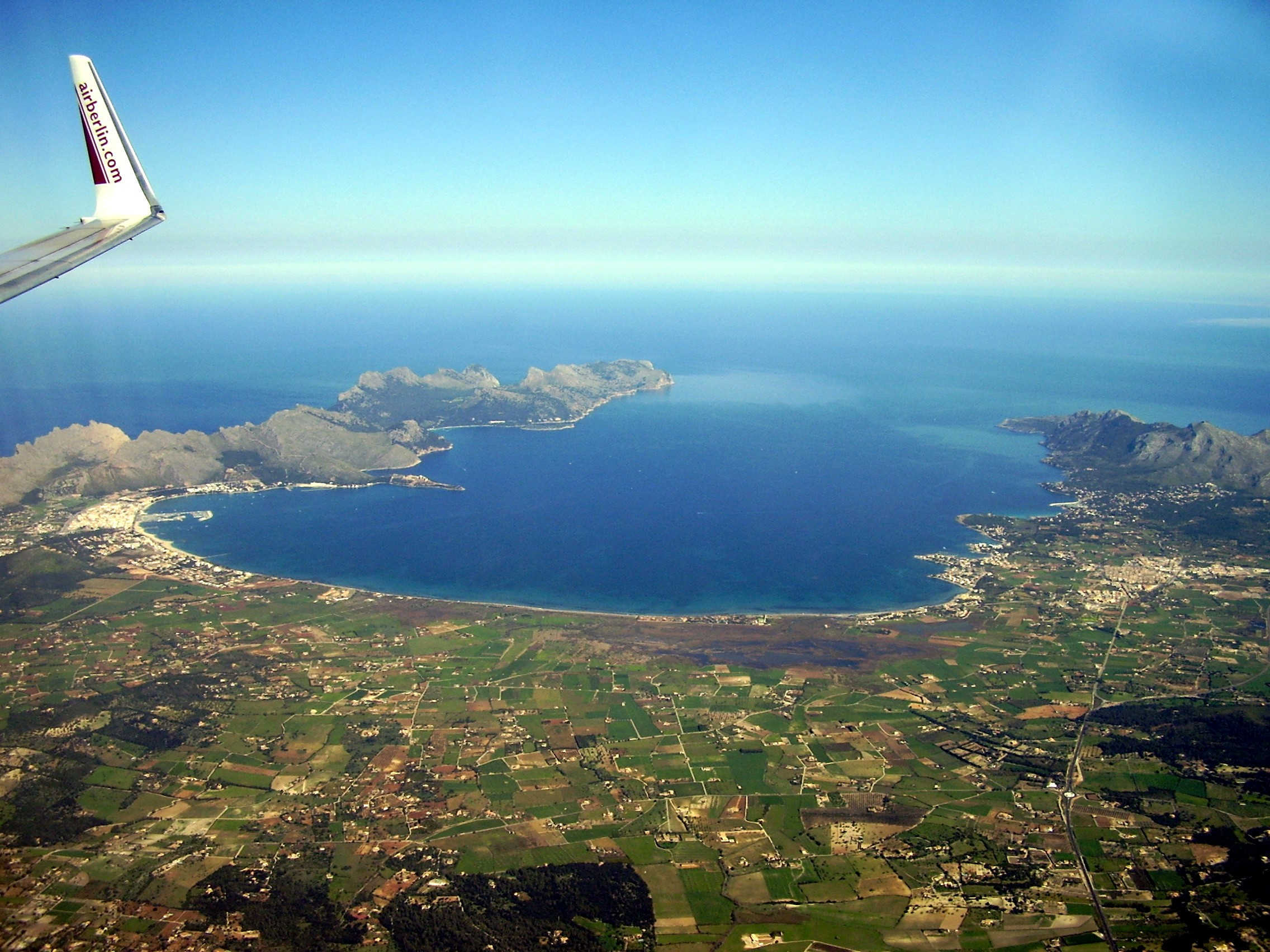
Bahía de Pollensa y cabo de Formentor desde un avión

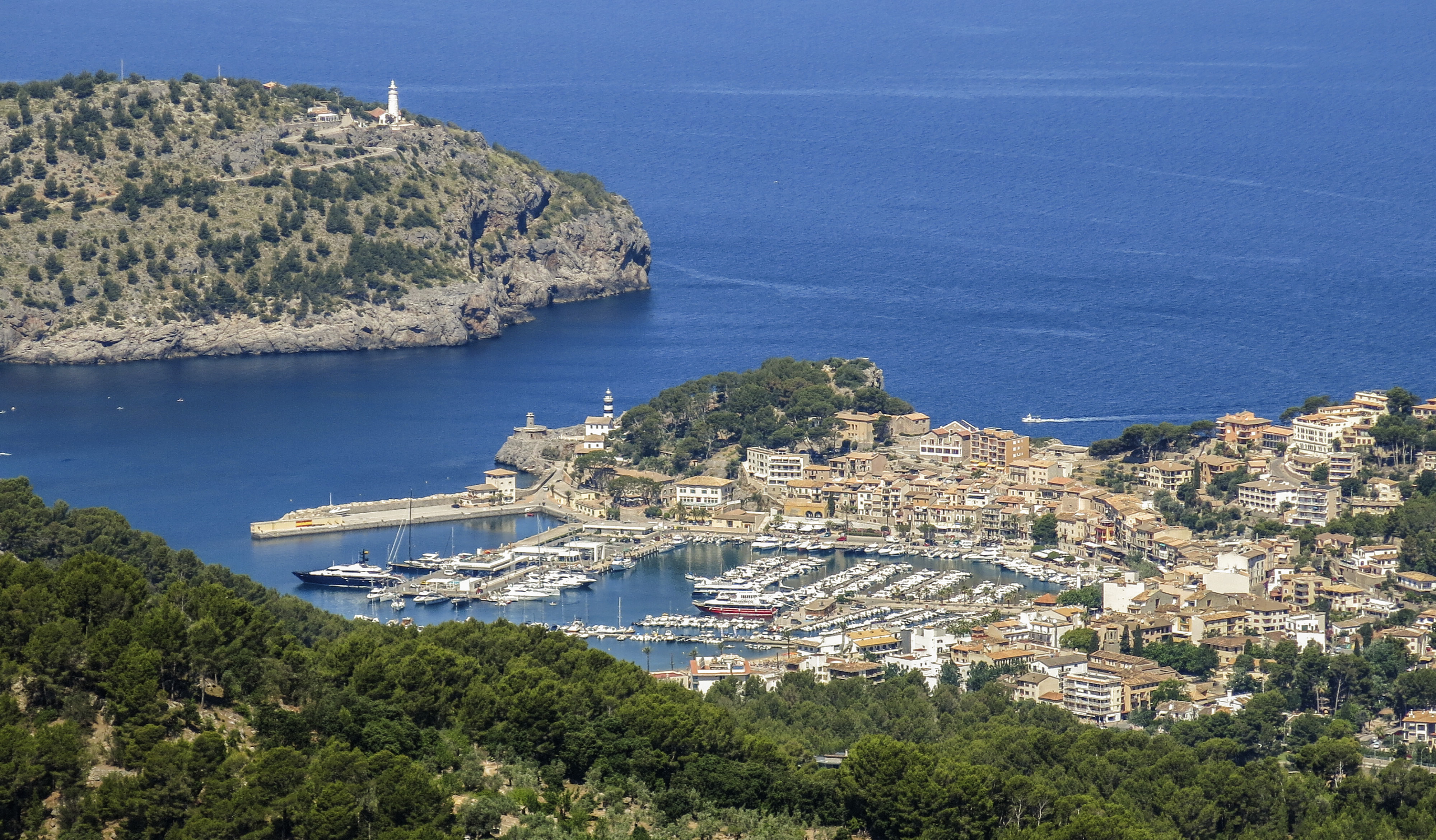
Puerto de Sóller

El principal medio para llegar a Mallorca es el avión. Desde el aeropuerto de Palma hay vuelos regulares con las capitales de las otras islas (Ibiza y Menorca), algunas ciudades peninsulares (Barcelona, Valencia, Madrid, Alicante y Bilbao) y con muchas ciudades europeas, principalmente del Reino Unido y Alemania. El aeropuerto de Palma de Mallorca es el 3.º de España por tráfico de pasajeros.
Además del aeropuerto internacional, también está el pequeño aeródromo de Son Bonet utilizado para avionetas, pequeños aviones particulares y helicópteros. Al este se encuentra la base de los medios aéreos contra-incendios (aviones y helicópteros) de la isla.
Además del avión, también es posible viajar en barco a Valencia o Denia desde el puerto de Palma y a Barcelona, desde el puerto de Palma de Mallorca y el de Alcudia. El barco permite el viaje con automóvil. Barco y avión son los medios de interconexión entre las islas.
Mallorca cuenta con una amplia red de carreteras. Entre los años 1965 y 2000, se construyeron una serie de autopistas que comunican la capital con las principales localidades y comarcas de la isla. Además, cuenta con numerosas vías secundarias de conexión intercomarcal y local.

#### Ferrocarril

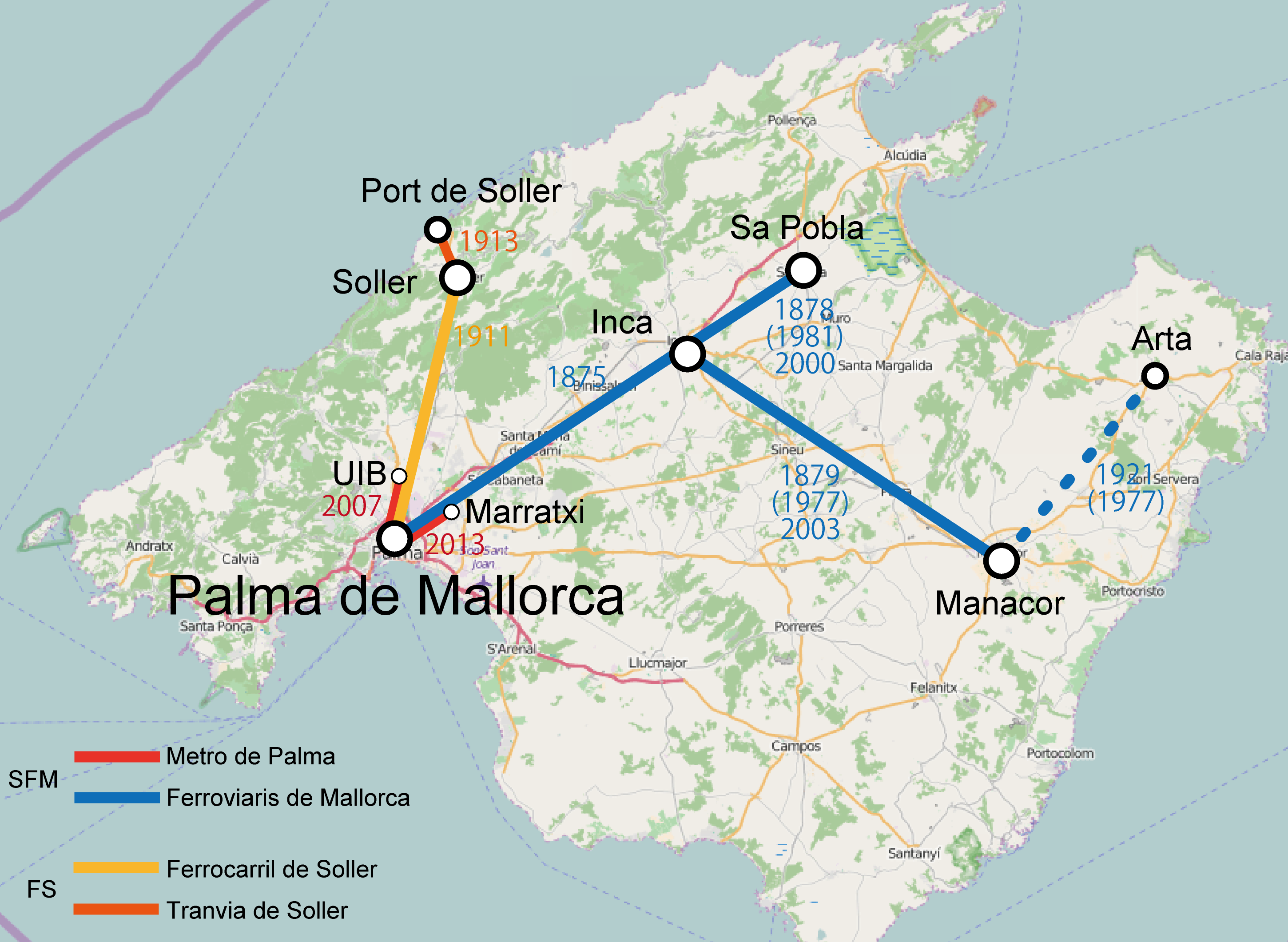
Líneas de ferrocarril en Mallorca

La isla posee dos redes de ferrocarriles:
- La red principal, operada hoy en día por la empresa pública Servicios Ferroviarios de Mallorca (SFM) ha supuesto un resurgimiento en la antigua red de ferrocarriles explotada por Feve hasta 1994, que estuvo en su día a punto de desaparecer. Las repetidas peticiones de los ciudadanos mallorquines a las autoridades lograron que se volviera a apostar firmemente por el transporte ferroviario. Desde entonces se ha electrificado el tramo Palma-Enllaç y hasta 2011 se trabajaba en la progresiva reapertura de ramales cerrados en la segunda mitad del siglo XX. SFM también gestiona el metro de Palma de Mallorca, abierto en 2007 y que conecta el centro de la ciudad con la Universidad de las Islas Baleares y Marrachí.

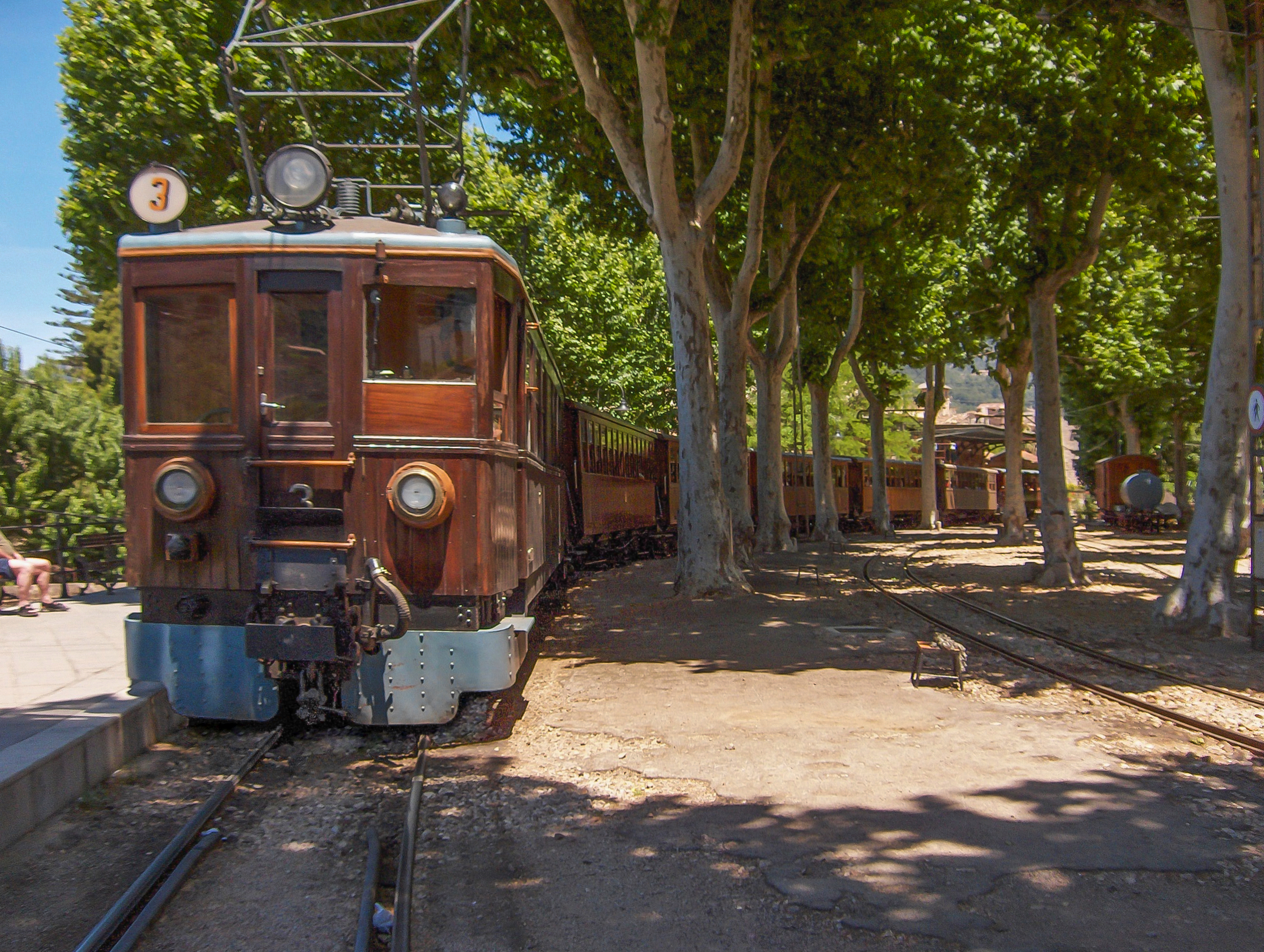
Tren de Sóller

- El ferrocarril de Sóller fue construido en 1912 y supone un atractivo turístico. Conecta el centro de Palma con el municipio de Sóller.

Mallorca junto con Tenerife son los únicos territorios insulares españoles que poseen ferrocarril interurbano.

## Cultura

### Idiomas

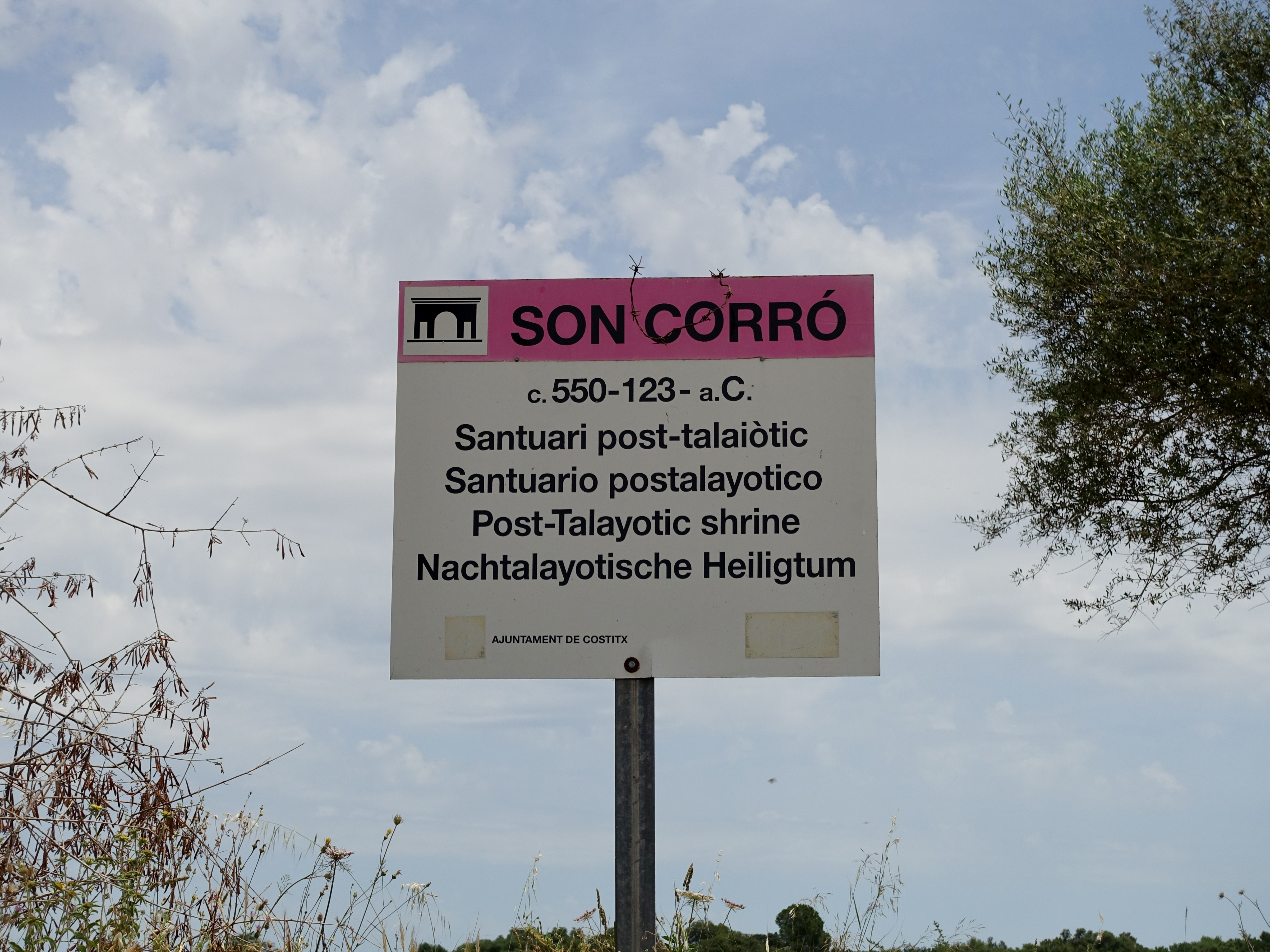
Cartel cuatrilingüe en la isla: catalán, castellano, inglés y alemán

El catalán, en su variedad dialectal denominada mallorquín, es la lengua propia de Mallorca y es cooficial junto con el castellano. La lengua catalana llegó a la isla con la conquista de Mallorca por Jaime I, el 31 de diciembre de 1229, y se difundió gracias a los agricultores del Ampurdán y el Rosellón que la repoblaron a partir del año 1236.
El catalán de Mallorca forma parte del bloque oriental, concretamente del dialecto balear (o catalán insular) y el subdialecto mallorquín. Hay algunas formas locales con una personalidad bastante acusada como son el mallorquín pollencino y el mallorquín sollerico.

### Arquitectura

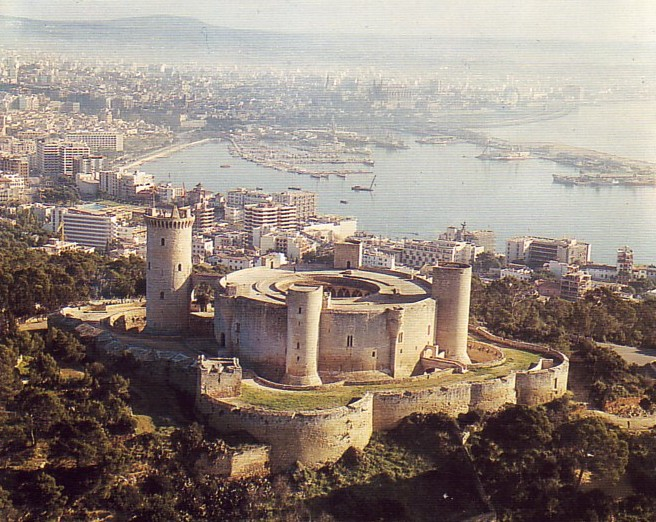
Vista del castillo de Bellver y Palma en segundo plano

- Una de las figuras arquitectónicas más representativas de la isla, consiste en el castillo de Bellver, por ser este uno de los cuatro únicos castillos europeos de planta circular.[24]
- La catedral de Santa María de Palma, famosa por contener uno de los rosetones más grandes del estilo gótico levantino, llegando a ser conocida como el Ojo del gótico.[25]
- La Almudaina, el alcázar Real de Palma de Mallorca.
- La Lonja (sa Llotja), espacio cubierto de mercado gótico, con una intrincada tracería formando las bóvedas desde los pilares enrolladas. Obra de arquitecto-escultor Guillem Sagrera (s XV). Palma de Mallorca.
- El monasterio de Lluc, lugar de peregrinaje por excelencia de la isla, por encontrarse en él la Virgen de Lluc (Patrona de Mallorca).
- El paseo Calviá[26] considerado como el pulmón verde del municipio, con un recorrido de 32 kilómetros.
- El castillo de Bendinat construido en el siglo XIX por el marqués de la Romana.

### Gastronomía

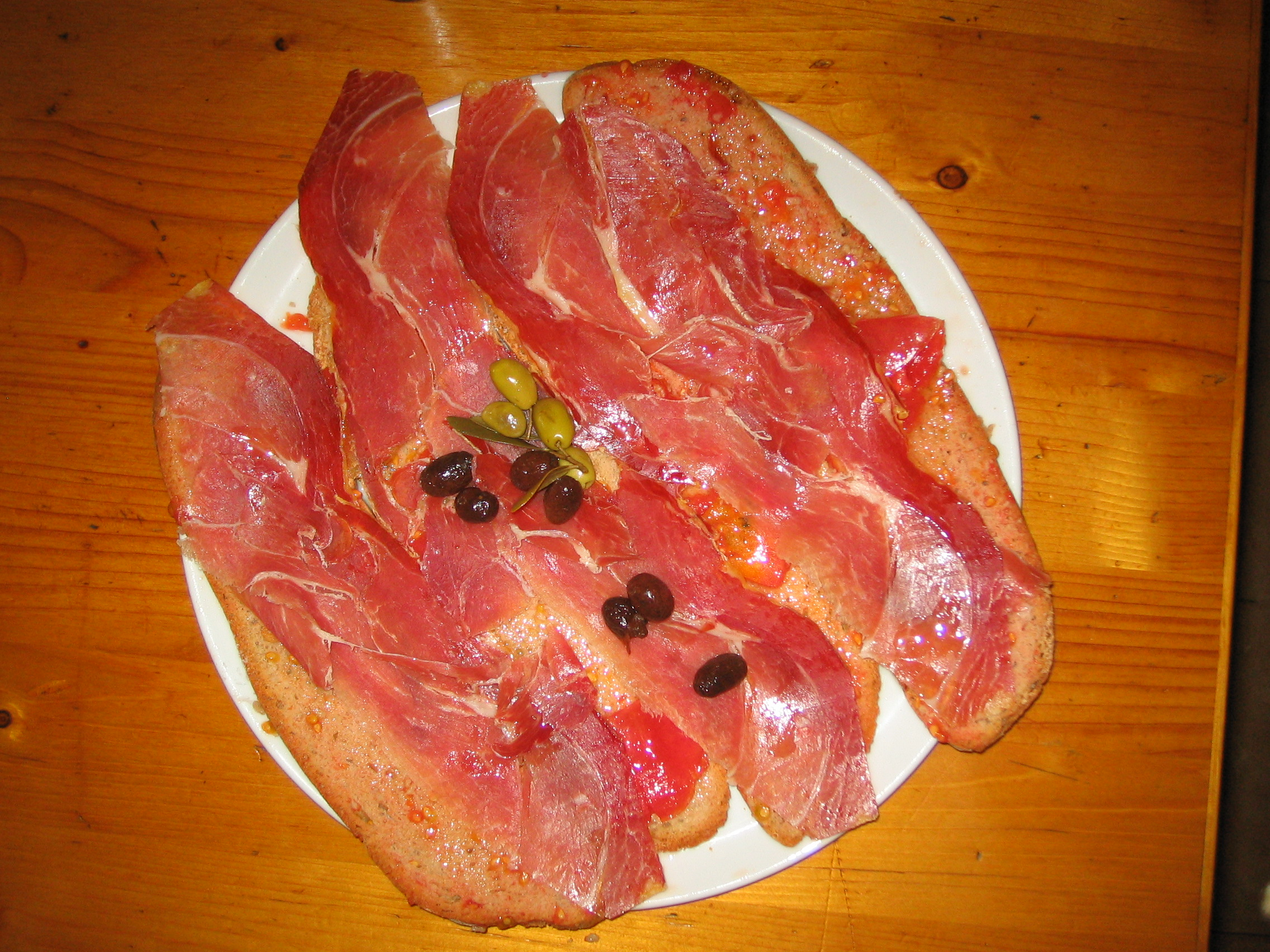
Plato típico de Mallorca, pa amb oli acompañado de jamón serrano

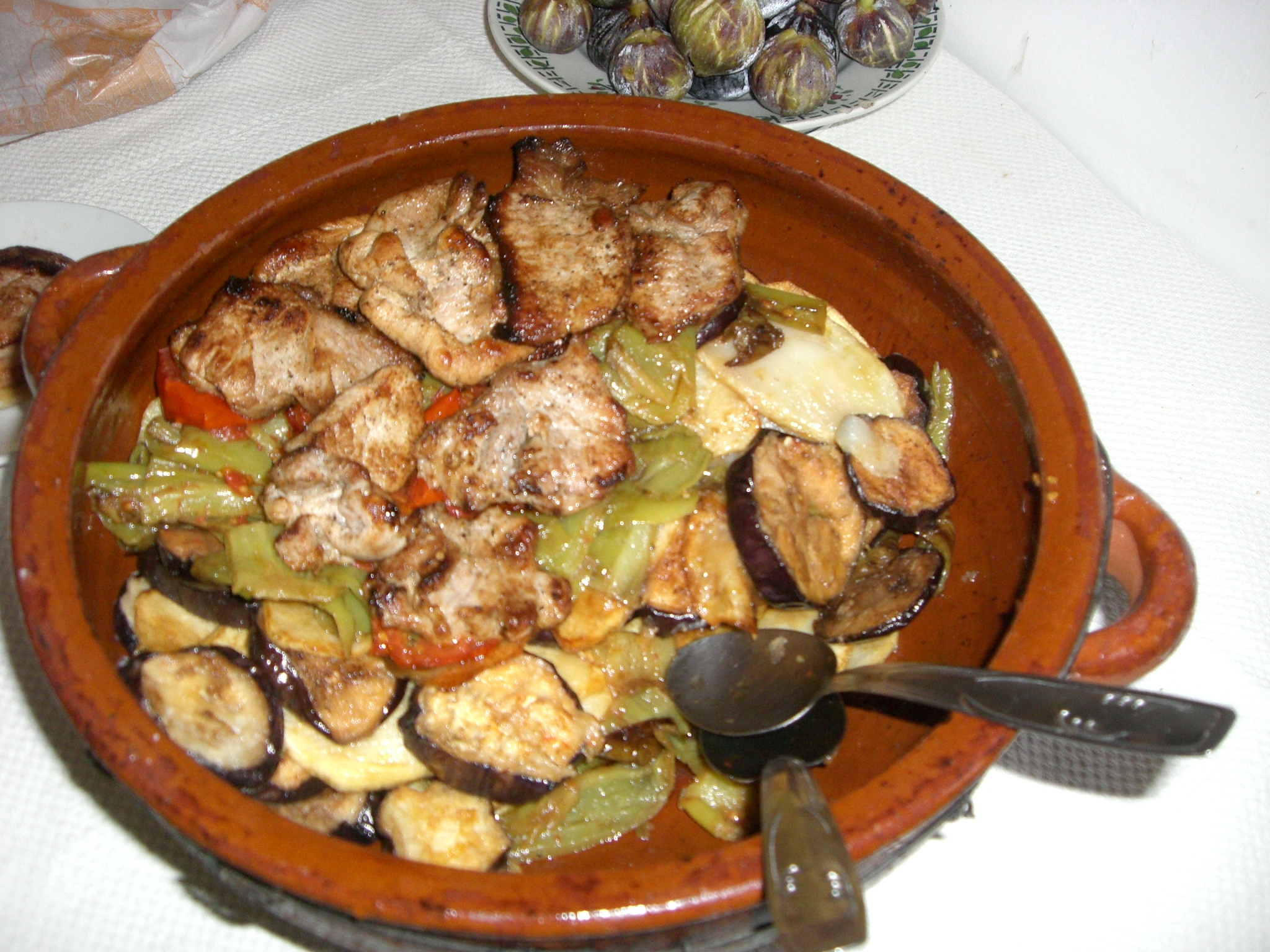
Una greixonera con tumbet

Uno de los platos más populares es el frito mallorquín (frit mallorquí), que consiste en una fritura de hígado con patatas fritas y pimientos; puede ser de sangre o asadura de cordero, cerdo e hinojo marino. Otra opción es también el marinero, que lleva una mezcla de pescados cortados en trozos pequeños a los que también se acompañan patatas fritas e hinojo marino. Cabe también hacer mención a los escaldums o guisat de pilotes, las sopas mallorquinas, el tumbet, con o sin esclatasang (variedad más sabrosa del rovellón encontrado en la península ibérica), y las berenjenas rellenas. Existen diversas formas de preparar el arroz, la más típica es la llamada arròs brut, que consiste en un arroz caldoso con setas, caracoles, carne de cerdo, conejo y de aves y verduras, aunque también es muy tradicional el arroç sec, muy similar a la paella. El pa amb oli, propio de algunas cenas o como simple acompañamiento de otras comidas, es uno de los platos más tradicionales de la isla. Los embutidos son también uno de los principales elementos de su gastronomía; sobrasada, longaniza, butifarrón, camaiot y blanquet, entre otros.
En comidas y encuentros generalmente familiares es típico hacer porcella asada, con patatas troceadas y condimentadas con hierbas de la isla, como el romero. También son típicos los escaldums, una especie de estofado con trozos de pavo —y a veces pollo— con patatas y albóndigas.
La ensalada que suele consumirse en verano, se la conoce como trempó y se hace con tomate, cebolla y pimiento blanco (una variedad de pimiento verde de las islas).
Muchas comidas van acompañadas de pan mallorquín (moreno o blanco, aunque siempre sin sal) o galletas tipo «quelitas» (galletas de aceite típicas de la isla). El pan moreno es el más apreciado en la zona de Palma y el pan blanco en el Llano de Mallorca.
Repostería y pastas
El dulce por excelencia es la ensaimada que suele tomarse en el desayuno, pero que también se hacen de tamaños familiares rellenas de crema, cabello de ángel, chocolate o con trozos sobrasada y calabaza confitada. En Semana Santa son esenciales las empanadas, rellenas de cordero. Pueden estar hechas de pasta dulce o salada, aunque son más habituales las de pasta salada. También son típicos los crespells y los robiols, rellenos tradicionalmente de requesón, de cabello de ángel y de mermelada. También es muy habitual la denominada coca de verdura, la de trempó o de pimientos rojos asados, junto a los cocarrois, que son una especie de empanadas de origen árabe en forma de media luna rellenas de verdura y pasas. También son típicas las espinagadas.
Los vinos mallorquines están teniendo buena acogida en otras partes de España y Europa en los últimos años. Mallorca cuenta con dos denominaciones de origen: «D.O. Binisalem-Mallorca» y «D.O. Pla y Levante», así como con una indicación geográfica Vino de la Tierra Mallorca.

### Fiestas
El 20 de enero, se festeja en Palma de Mallorca a su patrón San Sebastián, aunque sobre todo su revetlla o velada, el día antes, pero en la mayoría de pueblos de la isla, la fiesta más celebrada es San Antonio Abad (17 de enero) y la víspera de San Antonio (16 de enero) festejada en multitud de pueblos (Artá, Manacor, etc.), pero por excelencia en La Puebla, donde se lleva celebrándola desde el siglo XIII, año tras año, siendo una de las fiestas más importantes en toda la isla. Otra de las fiestas multitudinarias en la isla es el Dijous Bo (‘jueves bueno’) en Inca, una feria con todo tipo de productos mallorquines, y que es festivo en algunos pueblos del centro de la isla (el «Raiguer»). Y memorando la lucha contra los musulmanes existen varios lugares donde hay tradición en escenificación de las batallas entre cristianos y los musulmanes, los lugares en donde se vive con más pasión —llamada «Moros y Cristianos»— son Pollensa, celebrada el día de «la Patrona» (2 de agosto), y Sóller, el lunes siguiente al segundo domingo de mayo.
La fiesta más antigua que se celebra en Mallorca (y una de las más antiguas de Europa, puesto que viene desarrollándose ininterrumpidamente desde el año 1229) es la que cada 31 de diciembre conmemora la conquista de la Corona de Aragón de la Capital por las tropas del rey Jaime I.
El primer sábado de agosto de cada año se celebra la Marcha des Güell a Lluc a peu que sube caminando desde Palma de Mallorca y otras poblaciones hasta el Monasterio de Lluc (Escorca). En esta marcha los fieles se dirigen a venerar a Nuestra Señora de Lluc (Patrona de Mallorca).
También se celebra la Diada de Mallorca el 12 de septiembre, fiesta recientemente instaurada por el Consejo Insular de Mallorca en la que se conmemora el juramento hecho por el rey Jaime II de Mallorca el año 1276 de la Carta de franqueses i privilegis del Regne de Mallorca. También este día, pero de 1229, según la tradición, las tropas cristianas mandadas por Jaime I, desembarcaron en Santa Ponsa e iniciaron la conquista de Mallorca.
En cuanto a las festividades locales, destaca el patrón de la capital Palma (San Sebastián, 20 de enero), en cuya víspera se encienden hogueras por las calles de la ciudad y se practican las torrades (barbacoa) de embutidos locales: sobrasada, butifarrón, etc.